# Johanneskerk (Amersfoort)
De Johanneskerk is een kerkgebouw aan de Westsingel 30 te Amersfoort.

## Geschiedenis
Het gebouw, ontworpen door S. van Woerden en H.J. Schneider, werd gebouwd in 1963 in functionalistische stijl voor de Vereniging van Vrijzinnig Hervormden, de latere Vereniging van Vrijzinnige Protestanten. Het betreft een tamelijk hoge bakstenen zaalkerk met flauw aflopend zadeldak, waarheen een imposante trap voert.
Het orgel werd in 1965 gebouwd door de firma Van Vulpen.
Tegenwoordig wordt de Johanneskerk gebruikt door een samenwerkingsverband van Vrijzinnig Protestanten, Doopsgezinden en Remonstranten. Ook vinden er in het gebouw culturele evenementen plaats, zoals concerten. Voordien is het ook korte tijd verhuurd geweest aan de Orthodoxe Parochie Amersfoort.